# Крощенко Анатолій Миколайович
Анатолій Миколайович Крощенко (нар. 26 жовтня 1937, Київ, Українська РСР, СРСР) — радянський футболіст, український футбольний тренер. Майстер спорту СРСР (з 1960). Заслужений тренер України.

## Біографія
Вихованець Київської ФШМ (тренер Степан Синиця), яку закінчив у 1957 році разом з Андрієм Бібою та Олегом Базилевичем. У склад київського «Динамо» потрапив у 1957 році. Однак, в основному складі так і не з'явився, а в наступному році захищав кольори СКВО (Київ). Пізніше виступав у клубах «Локомотив» (Вінниця), «Шахтар» (Сталіно) та «Авангард» (Харків). У 1963 році клуб переїхав до новостворених львівських «Карпат». 21 квітня 1963 року забив перший гол в офіційних матчах «Карпат» у ворота білоруського клубу «Локомотив» (Гомель). Став також автором першого гола «Карпат» у міжнародних іграх — 12 червня 1963 року у зустрічі з уругвайським клубом «Атлетико Серро» (Монтевідео) забив єдиний м'яч. У 1966 році деякий час захищав кольори дніпропетровського «Дніпра». Але вже у 1968 році повернувся в «Карпати», де й завершив свою ігрову кар'єру.
Після завершення ігрової кар'єри став тренером, працював у Керчі, Дніпродзержинську, Чернігові, Стаханові та Житомирі. У 2000 році очолювана ним юніорська збірна України (вік гравців — до 19 років) стала віце-чемпіоном Європи та здобула право виступати на чемпіонаті світу-2001 у Аргентині, де вибула з боротьби у 1/8 фіналу. З 2003 по 2011 рік працював старшим тренером дитячо-юнацької футбольної школи київського «Динамо».